# Fourteen Hours
Fourteen Hours (Brasil: Horas Intermináveis) é um filme norte-americano de 1951, do gênero suspense dramático, dirigido por Henry Hathaway, com roteiro de John Paxton baseado no conto The Man on the Ledge de Joel Sayre.

## Notas sobre a produção

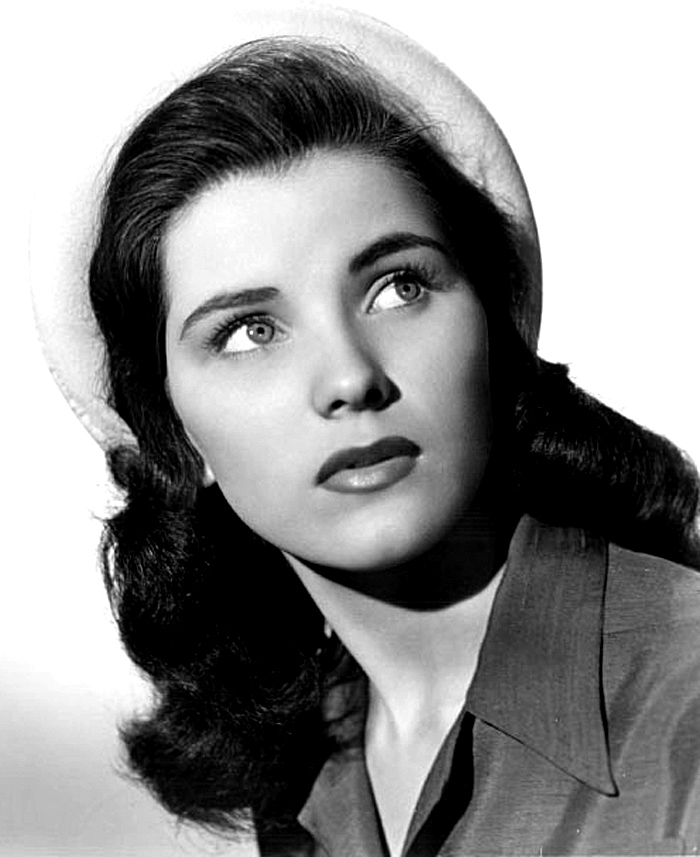
Debra Paget em foto de divulgação do filme. Nascida em 1933 e muito ativa nos anos 1950, a atriz notabilizou-se por interpretar papéis exóticos, como jovens índias.